# Atlas, Rise!
«Atlas, Rise!» és el trenta-setè senzill de la banda estatunidenca Metallica, presentat com a tercer de l'àlbum Hardwired... to Self-Destruct el 31 d'octubre de 2016. Fou nominada en la categoria de millor cançó rock en els premis Grammy.
La seva publicació es va realitzar el 31 d'octubre de 2016, i aprofitant la coincidència de l'època de Halloween, el senzill es va acompanyar d'una màscara "Hardwired Halloween". Un dia després la van estrenar en directe en un concert a Bogotà (Colòmbia).

## Llista de cançons
| Núm. | Títol          | Durada |
| ---- | -------------- | ------ |
| 1.   | «Atlas, Rise!» | 6:31   |